# Związek Walki Zbrojnej
La Związek Walki Zbrojnej (en abrégé ZWZ, en français Union de la lutte armée) est une organisation de la résistance polonaise, créée le 13 novembre 1939 sur l'ordre du général Władysław Sikorski, le chef du gouvernement polonais et le chef suprême des forces polonaises, à la suite de l'invasion de la Pologne en septembre 1939. Elle est dissoute le 14 février 1942 pour faire place à l'Armée de l'Intérieur (Armia Krajowa ou AK).

## Organisation
L'Union de la lutte armée (Związek Walki Zbrojnej) est créée par le général Władysław Sikorski, le 13 novembre 1939, sur la base d'une organisation plus ancienne, le Service pour la victoire de la Pologne (pl) (Służba Zwycięstwu Polski), actif depuis le 27 septembre et dirigé par le général Michał Karaszewicz-Tokarzewski. Au lendemain de la défaite polonaise, le général Tokarzewski a rassemblé autour de lui les militaires et les hommes politiques qui voulaient résister à l'agresseur et poursuivre la lutte.
Le 13 novembre est également créé le Comité des ministres délégués au pays, composé du général Kazimierz Sosnkowski (président), des ministres Aleksander Ładoś, Marian Seyda, Jan Stańczyk et du général Marian Kukiel. Le Comité a pour objectif l'unification du système de commandement de l'État polonais opérant dans la clandestinité, car parallèlement à sa nomination au poste de président du Comité, le général Kazimierz Sosnkowski devient également le commandant en chef de l'Union de la lutte armée.
Formellement, la ZWZ est dirigée à partir de la France. Dans les faits, le contrôle de Sosnkowski sur l'organisation au pays est très limité, étant donné la difficulté d'établir et de maintenir une communication constante avec la Pologne occupée. Les décisions militaires sont entre les mains d'officiers restés dans une Pologne occupée par les Allemands d'un côté et par les Soviétiques de l'autre.
Le 4 décembre, le commandant de la ZWZ signe sa première instruction que le colonel Stefan Rowecki ne reçoit qu'en janvier 1940. Apportée par un courrier, le capitaine Jerzy Michalewski, elle traite des objectifs et des modalités de fonctionnement de la nouvelle structure. Elle définit surtout deux objectifs primordiaux : la création de centres d'un mouvement de résistance national, et la coopération à la reconstruction de l'État polonais par voie de la lutte armée. La ZWZ se veut "nationale, multipartite et supra-étatique, rassemblant dans ses rangs, tous les Polonais, quelles que soient leurs croyances politiques et sociales, qui veulent lutter avec des armes à la main contre l'occupant dans la clandestinité, et qui remplissent à tous les égards les hautes exigences morales que ce type de travail requiert d'un individu."
En janvier 1940, l'organisation territoriale de la ZWZ est divisée en deux unités : 
- celle des zones sous occupation allemande, commandée par le colonel Stefan Rowecki, basé à Varsovie,
- celle des zones sous occupation soviétique, commandée par le général Michał Karaszewicz-Tokarzewski, basé à Lwów.

Après l'arrestation du général Michal Tokarzewski-Kartaszewicz, capturé par le NKVD en mars 1940 et envoyé au goulag, la ZWZ n'a plus de chef en Pologne orientale, bien qu'en théorie, c'est Rowecki qui hérite de Tokarzewski, en informant Paris. En mai, Rowecki est promu au grade de général de brigade.
Après la campagne de France perdue, le 18 juin 1940, le général Władysław Sikorski est obligé de s'évacuer en Grand-Bretagne et autorise Rowecki à prendre les décisions urgentes sans attendre le consentement de son gouvernement. Le 30 juin 1940, Rowecki est nommé commandant en chef de la ZWZ.
À la suite de l'opération Barbarossa déclenché le 22 juin 1941, l'ensemble du territoire de la Pologne d'avant-guerre passe sous occupation allemande.
La ZWZ couvre avec son réseau presque l'ensemble du pays.
Les premières tâches de la résistance polonaise sont de recruter de nouveaux membres, de cacher des armes et de créer de nouvelles structures militaires. Rowecki ne croit pas à la possibilité d'un soulèvement insurgé qui conduirait les Polonais à l'indépendance. Cette tâche est reportée à un avenir indéfini. En revanche, il construit patiemment une «armée secrète», une future armée de libération nationale.
En avril 1940 est créée l'Union des représailles (Związek Odwetu), qui entreprend des activités de sabotage et organise une série d'actions souvent spectaculaires. Rowecki attache une grande importance au renseignement militaire, qui envoie des informations détaillées aux Alliés occidentaux.
A l'automne 1940, la ZWZ commence "une guerre civile" dont la première étape s'adresse à la population polonaise afin de lui faire prendre conscience que l'État polonais se bat et se développe rapidement, malgré l'occupation allemande. Le "Bulletin d'information", publié périodiquement, fournit les informations et les directives sur le comportement à adapter face à l'occupant. Le 14 février 1941, Sikorski envoie un ordre à Rowecki, dans lequel il l'encourage à initier une action subversive. Les actions militaires s'intensifient progressivement et leur apogée coïncide avec la période d'activité de l'Armée de l'Intérieur.
Le 22 juin 1941 marque un tournant. À partir de l'attaque allemande sur l'URSS, la ZWZ intensifie les actions contre l'industrie allemande. C'est l'arme la plus sérieuse dans la lutte contre la puissance militaire du Troisième Reich. Des attaques sont organisées contre les transports, l'industrie, les chemins de fer et les fermes, soit partout où les Allemands peuvent subir des pertes dans les domaines économique et militaire. C'est une sorte de guerre de destruction qui apporte de plus en plus de succès et profite aux soviétiques.
Initialement, le général Sikorski tente de créer une organisation purement militaire puis l'exhorte à coopérer étroitement avec les dirigeants des partis politiques. Les représentants du Parti socialiste polonais (PPS), Parti national (SN) et Parti paysan polonais réunis le 19 février 1940 forment le Comité politique consultatif (en) (Polityczny Komitet Porozumiewawczy, PKP). Ils déclarent être « pleinement et à l'unanimité dans la décision de restaurer l'indépendance du pays en préparant une lutte armée contre les deux occupants ».
A l'automne 1941, est créée une unité spéciale pour opérer derrière la Wehrmacht, appelée Wachlarz (Eventail) et dirigée par le lieutenant-colonel Jan Włodarkiewicz. Cette division opère dans la région étendue de Tarnopol à Psków. Les nombreuses arrestations parmi ses membres sont à l'origine de sa fusion avec l'Union des représailles (Związek Odwetu) en une organisation unique appelée Kedyw.
Les autorités de la ZWZ réussissent à fédérer de nombreuses organisations clandestines, y compris la Gwardia Ludowa (Garde du peuple).
En septembre 1941, la ZWZ est reconnue comme une composante des forces armées polonaises.
Le 14 février 1942, la ZWZ, par ordre de son commandant en chef, a été rebaptisée en Armée de l'Intérieur (Armia Krajowa).

## État-major
- Commandant : général Stefan Rowecki
- Chef d'état-major: colonel Janusz Albrecht (pl) (Wojciech)
- Section I (organisation) : lieutenant-colonel Antoni Sanojca (pl) (Knapik)
- Section II (intelligence) : colonel Wacław Berka (pl) (Brodowicz)
- Section III (opérations et formation) : colonel Stanisław Tatar (Erasmus ou Stanisław Tabor)
- Section IV (fourrier) : colonel Adam Świtalski (pl) (Dabrowa)
- Section V (communication) : capitaine Leon Chendyński (pl) (Gruda)
- Section VI (office de l'information et de la propagande, BiP) : colonel Jan Rzepecki (pl) (Rejent ou Président)
- Section VII (bureau et finances): lieutenant-colonel Stanisław Thun (pl) (Malcz)

## Structures territoriales
- Zone 1 - Varsovie : général Stefan Rowecki
  - District de Varsovie : commandant Henryk Józewski (Niemirycz), colonel Alojzy Horak (pl) (Nesterowicz), lieutenant-colonel Franciszek Jachieć (pl) (Franciszek)
  - District de Varsovie-ville : commandant Henryk Józewski (Niemirycz), Zdzisław Zajączkowski (pl) (Cieslak), lieutenant-colonel Antoni Chruściel (Adam)
  - District de Łódź : lieutenant-colonel Leopold Okulicki, le lieutenant-colonel Stanislaw Juszczakiewicz (pl) (Kornik)
  - District de Kielce-Radom : colonel Leopold Endel-Ragis (pl) (Leopold), colonel Feliks Jędrychowski (pl) (Brzechwa)
- Zone 2 - Bialystok : colonel Józef Spychalski (pl) (Grudzień), lieutenant-colonel Janusz Prawdzic-Szlaski (pl) (Borsuk), colonel Władysław Liniarski (pl) (Mstislav), général Julian Filipowicz (Kogan)
  - District de Bialystok : commandant Feliks Banasiński (pl), capitaine Antoni Iglewski (pl) (Antoni), colonel Józef Spychalski (pl) (Grudzień), lieutenant-colonel Janusz Prawdzic-Szlaski (pl) ("Borsuk"), colonel Władysław Liniarski (pl) (Mstislav), général Julian Filipowicz (Kogan)
  - District de Nowogródek : lieutenant-colonel Adam Obtułowicz (pl) (Leon)
  - District de Polésie : capitaine Aleksander Habiniak (pl) (Kmicic), lieutenant Ksawery Sasinowski (pl) (Rybak), lieutenant-colonel Franciszek Faix (Adam)
  - District de Stanisławów : lieutenant-colonel Władysław Smereczyński (pl), lieutenant-colonel Jan Rogowski (Jastrzębiec)
- Zone 3 - Lviv : général Kazimierz Sawicki (pl)
  - District de Lviv : lieutenant-colonel Wladyslaw Smereczyński (pl)
  - District de Ternopil : capitaine Mieczyslaw Widajewicz ("Czerma"), lieutenant-colonel Franciszek Studziński (pl) (Kotlina)
  - District de Wołyń : colonel Kazimierz Tadeusz Majewski (pl) (Grzbiet)
  - District de Polésie : commandant Alexander Habiniak (pl) (Kmicic)
- Zone 4 - Cracovie-Silésie : colonel Julian Filipowicz, général Tadeusz Bór-Komorowski (Korczak).
  - District de Cracovie : colonel Julian Filipowicz, colonel Zygmunt Miłkowski (pl)
  - District de Silesie : Józef Korol (pl) ("Hajducki"), lieutenant-colonel Henryk Kowalówka (pl)
- Zone 5 - Poznań
  - District de Poméranie : major Joseph Ratajczak (Karol), lieutenant-colonel Rudolf Ostrihansky (pl) (Aureliusz)
  - District de Poznań : lieutenant-colonel Rudolf Ostrihansky (pl), capitaine Wacław Kotecki (pl) (Kotecki)

## Sources
- (pl) Cet article est partiellement ou en totalité issu de l’article de Wikipédia en polonais intitulé « Związek Walki Zbrojnej » (voir la liste des auteurs).